# Athetis unduloma
Athetis unduloma là một loài bướm đêm trong họ Noctuidae.